# Crécerelle renard
Falco alopex
Pour les articles homonymes, voir Renard (homonymie).
Espèce
Statut CITES
Statut de conservation UICN

 LC  : Préoccupation mineure
La Crécerelle renard (Falco alopex) est une espèce de rapaces diurnes appartenant à la famille des Falconidae.
Son aire horizontale s'étend de la Sénégambie à l'ouest de l'Éthiopie.